# Polní myslivec

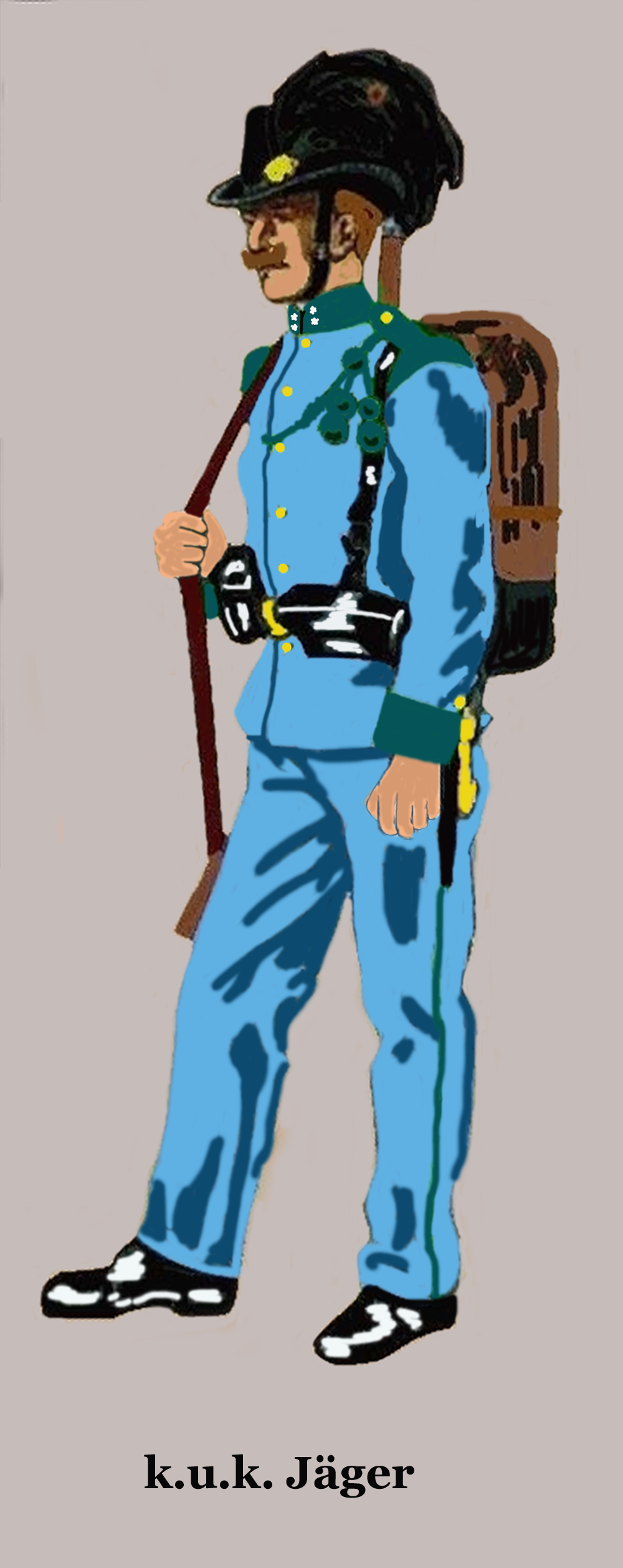
Rakouský polní myslivec (1912)

Polní myslivec (též: myslivec) byl elitní příslušník pěších vojsk, který ovládal výborně střelbu.
První oddíly myslivců vznikaly již v průběhu 18. století. Jejich název byl odvozen z toho, že do jejich řad byli vedle členů ostrostřeleckých spolků hlavně přijímáni lesníci, protože se jednalo o muže, kteří ovládali zbraně a mohli nastoupit do vojenské služby bez zdlouhavého střeleckého výcviku.
V habsburské monarchii se myslivecké útvary v armádě objevovaly v době sedmileté války. Po celou dobu trvání rakouské, resp. rakousko-uherské monarchie se jednalo o elitní vojenské jednotky. Na území Čech, Moravy a Slezska vznikly myslivecké prapory v Plzni, Chebu, Terezíně, Olomouci, Brně, Mladé Boleslavi a Opavě.
V Německu byly před druhou světovou válkou zřízeny elitní specializované horské pěchotní jednotky, nazvané horští myslivci, kteří byli nasazováni při významných akcích ve vysokohorském terénu. Tradice myslivců se udržela v německé armádě do současnosti, v rakouské armádě je jako myslivci (Jäger) označována obecně většina pěchoty.